# SOS Befana
SOS Befana è un film per la televisione del 2011, sequel di Miacarabefana.it, con protagonista Veronica Pivetti.

## Trama
Richiamata dal Mondo Della Fantasia alla realtà da un telegramma di Penelope Buonanotte, Beniamina Volò viene a conoscenza che la strega Coccarda SenzaSogni, impadronitasi del libro Delle Formule e Dei C'era Una Volta, è pronta a conquistare il mondo rubando i sogni dei bambini, servendosi per questo scopo di due ignobili quanto stupidi scagnozzi. 
La strega, saputa della presenza di Beniamina, tenta di ostacolarla in ogni modo, rapendo il suo pappagallo Bogart prima e intrappolando nella sua fortezza l'amico netturbino Giacomo dopo. A causa del furto del prezioso libro, il castello di Penelope scompare e lei è così costretta a rifugiarsi in una libreria per bambini assieme alla zia di Beniamina, Babbuccia Bucata. Da lì Beniamina apprende le gravi difficoltà emotive e materiali in cui versa la famiglia del nonno Pietro, proprietario della libreria, della piccola Carlotta e della mamma Francesca, da poco vedova. 
Grazie all'aiuto della piccola e dei suoi compagni, Beniamina riesce a penetrare nella fortezza nemica e a sconfiggere Coccarda, mentre grazie all'aiuto dei compagni del nonno Pietro riesce a recuperare le formule del libro rubato e con esse i poteri di cui le befane potevano godere, come la capacità della scopa di volare. Grazie alle sue doti di altruismo e del suo spirito intraprendente, Beniamina riuscirà in tempo a restituire i sogni ai bambini e a consegnare tutti i doni prima dello scadere della mezzanotte del 6 gennaio. Riottenuti Bogart e l'amico Giacomo, ella potrà ritornare nel mondo della fantasia.

## Messa in onda
Il film è stato trasmesso in prima visione TV il 4 gennaio 2011, ed ha ottenuto, secondo i dati Auditel, questi risultati:
- Audience: 4.194.000 telespettatori[1]
- Share: 16,39% %[1]